# 山中利子
山中 利子（やまなか としこ、1942年1月21日 - ）は、日本の児童文学作家・詩人。元看護師。詩誌「マグリノアの木」同人。

## 人物
1942年茨城県土浦市で生まれた。国立療養所東京病院付属高等学院卒業。子供の頃から本が好きで、少女時代「いづみ」（高瀬兼介主宰）、結婚後「野火の会」（高田敏子主宰）、「土の会」（鶴見正夫顧問）等で仲間と共に詩を学んだ。2001年まで古書店きりん書房を経営し、精神障害者のための社会適応訓練事業に携わった。
第5詩集『だあれもいない日―わたしの おじいちゃん おばあちゃん―』（りーぶる）で第3回三越左千夫少年詩賞、第7詩集『遠くて近いものたち』（てらいんく）で第27回新美南吉児童文学賞を受賞している。
詩集に、上記受賞作品以外に「早春の土手」（野火の会）、「まくらのひみつ」（リーブル）、「こころころころ」（いしずえ）、「空に落ちてるものあたしのためいき」（四季の森社）。エッセイ集「かわいや風の子」等がある。